# Mario Jacobo
Mario Alberto Jacobo Segovia (El Salvador; 2 de agosto de 1996) es un futbolista salvadoreño. Su posición es defensa y su actual club es el Alianza F. C. de la Primera División de El Salvador.

## Selección nacional

### Participaciones en selecciones juveniles
| Torneo                                                  | Categoría | Sede      | Resultado    | Partidos | Goles |
| ------------------------------------------------------- | --------- | --------- | ------------ | -------- | ----- |
| Clasificación para el Campeonato de la Concacaf de 2013 | Sub-17    | Guatemala | No clasificó | 4        | 1     |

## Estadísticas

### Clubes
Actualizado al último partido jugado el 10 de mayo de 2025.
| Alianza Fútbol Club · El Salvador           | 1.ª                 | 2015                | 1   | 0 | - | - | -  | - | 1   | 0 | 0.00 |
| Alianza Fútbol Club · El Salvador           | 1.ª                 | 2015-16             | 18  | 0 | - | - | -  | - | 18  | 0 | 0.00 |
| Alianza Fútbol Club · El Salvador           | 1.ª                 | 2016-17             | 31  | 0 | - | - | 4  | 0 | 35  | 0 | 0.00 |
| Alianza Fútbol Club · El Salvador           | 1.ª                 | 2017-18             | 5   | 0 | - | - | -  | - | 5   | 0 | 0.00 |
| Alianza Fútbol Club · El Salvador           | 1.ª                 | 2018-19             | 11  | 0 | - | - | -  | - | 11  | 0 | 0.00 |
| Alianza Fútbol Club · El Salvador           | 1.ª                 | 2019-20             | 11  | 0 | - | - | 3  | 0 | 14  | 0 | 0.00 |
| Alianza Fútbol Club · El Salvador           | 1.ª                 | 2020-21             | 2   | 0 | - | - | -  | - | 2   | 0 | 0.00 |
| Alianza Fútbol Club · El Salvador           | 1.ª                 | 2021-22             | 30  | 2 | - | - | -  | - | 30  | 2 | 0.07 |
| Alianza Fútbol Club · El Salvador           | 1.ª                 | 2022-23             | 19  | 0 | - | - | 3  | 0 | 22  | 0 | 0.00 |
| Alianza Fútbol Club · El Salvador           | 1.ª                 | 2023-24             | 38  | 0 | - | - | -  | - | 38  | 0 | 0.00 |
| Alianza Fútbol Club · El Salvador           | 1.ª                 | 2024-25             | 12  | 0 | - | - | 3  | 0 | 15  | 0 | 0.00 |
| Alianza Fútbol Club · El Salvador           | 1.ª                 | 2025-26             |     |   |   |   |    |   |     |   |      |
| Alianza Fútbol Club · El Salvador           | Total               | Total               | 178 | 2 | 0 | 0 | 13 | 0 | 191 | 2 | 0.01 |
| Total en su carrera                         | Total en su carrera | Total en su carrera | 178 | 2 | 0 | 0 | 13 | 0 | 191 | 2 | 0.01 |
| (2) No incluye goles en partidos amistosos. |                     |                     |     |   |   |   |    |   |     |   |      |

### Selección nacional
| Selección                                    | Año                 | Partidos | Goles |
| -------------------------------------------- | ------------------- | -------- | ----- |
| El Salvador Sub-17                           |                     |          |       |
| 2012                                         | 4                   | 1        |       |
| Total en su carrera                          | Total en su carrera | 4        | 1     |
| El Salvador                                  |                     |          |       |
| 2021                                         | 1                   | 0        |       |
| Total en su carrera                          | Total en su carrera | 1        | 0     |
| Estadísticas hasta el 14 de octubre de 2021. |                     |          |       |

## Palmarés

### Títulos nacionales
| Título           | Club       | País        | Año    |
| ---------------- | ---------- | ----------- | ------ |
| Primera División | Alianza FC | El Salvador | A-2015 |
| Primera División | Alianza FC | El Salvador | A-2017 |
| Primera División | Alianza FC | El Salvador | C-2018 |
| Primera División | Alianza FC | El Salvador | A-2019 |
| Primera División | Alianza FC | El Salvador | A-2020 |
| Primera División | Alianza FC | El Salvador | A-2021 |
| Primera División | Alianza FC | El Salvador | C-2022 |
| Primera División | Alianza FC | El Salvador | C-2024 |